# Joseph Loth
Joseph Loth, född 27 december 1847, död 1 april 1934, var en fransk keltolog.
Loth blev 1883 lärare i keltisk filologi vid universitetet i Rennes, och 1903 professor vid Collège de France. Hans forskning ägnades främst åt bretonskan och kymriska. Loth utgav Essai sur le verbe néo-celtique en irlandais ancien et dans les dialectes modernes (1882), L'émigration bretonne en Armoriue (1883), Vocabulaire vieux-breton (1883), en upplaga av Mabinogion i Cours de littérature celtique (1889), Chrestomathie bretonne (1890), Les mots latins dans les langues brittoniques (1892), Dictionnaire breton-français du dialecte de Vannes de Pierre de Châlons (1895) samt Métrique galloise (2 band, 1990-02).